# چوا ۱۲۵۷۹
سیارک ۱۲۵۷۹ (به انگلیسی: 12579 Ceva، نامگذاری:1999RA28) دوازده هزار و پانصد و هفتاد و نهمین سیارک کشف شده‌است که در ۵ سپتامبر ۱۹۹۹ کشف شد.
قدر مطلق سیارک برابر ۱۴٫۵۰ است.